# 2,2'-ビピリジン
2,2'-ビピリジン(2,2′-Bipyridine)は、化学式C10H8N2の有機化合物である。無色の固体で、ビピリジン類の重要な異性体である。2座のキレート配位子で、多くの遷移金属と錯体を形成する。ルテニウムや白金の錯体は、強いルミネセンスを示し、実利用されている。

## 性質、構造、一般的な性質
2,2'-ビピリジンは、ピコリン酸の2価の金属誘導体の脱炭酸により初めて合成された。
M(O2CC5H4N)2 → (C5H4N)2 + 2 CO2  + ...
ラネー合金を用いたピリジンの脱水素化によっても合成できる
2 C5H5N → (C5H4N)2 + H2。

### 置換2,2'-ビピリジン
非対称置換2,2'-ビピリジンは、2-ピリジル及び置換ピリジル試薬のクロスカップリング反応により合成できる。

## 構造
ビピリジンはしばしば窒素原子がcisの配置で描かれるが、固体状態、溶液とも、実は最低エネルギー配置は、窒素原子がtrans位置の平面型である。一水素化ビピリジンは、cis配置を取る。

## 反応
2,2'-ビピリジンの多数の錯体が報告されている。キレート配位子として金属と結合し、五員環のキレート環を形成する。